# Tini
Tini er en dansk portrætfilm fra 1972 instrueret af Hans-Henrik Jørgensen.

## Handling
En af Blushøjlejrens tidligere beboere, som holder fast ved sin levevis som "rejsende", fortæller om sin tilværelse og om de sociale følger af saneringen af "sigøjnerlejren" ved Køgevejen i Valby.